# Georg Leber
Pour les articles homonymes, voir Leber.
Georg Leber, né le 7 octobre 1920 à Beselich et mort le 21 août 2012 à Schönau am Königssee, est un homme politique allemand membre du Parti social-démocrate d'Allemagne (SPD).
À la suite de la Seconde Guerre mondiale, il s'engage dans le militantisme syndical dans le BTP, puis est élu député fédéral de Hesse au Bundestag en 1957. Neuf ans plus tard, il est nommé ministre fédéral des Transports dans la grande coalition de Kurt Georg Kiesinger. Son portefeuille fusionne avec le ministère fédéral des Postes et des Télécommunications en 1969, lors de la formation de la coalition sociale-libérale par Willy Brandt, mais il doit y renoncer en 1972 pour remplacer Helmut Schmidt comme ministre fédéral de la Défense.
À ce poste, il gagne le surnom de « père des soldats », du fait de sa grande popularité auprès du personnel militaire, et assure l'ouverture effective des deux premières universités de l'armée fédérale. Il démissionne en 1978, contre l'avis de Schmidt, devenu chancelier fédéral, afin d'assumer les conséquences de l'espionnage illégal de son secrétaire par le contre-espionnage militaire. Il est élu l'année suivante vice-président du Bundestag et le reste pendant quatre ans, après quoi il se retire de la vie politique.

## Éléments personnels

### Formation
Il achève ses études secondaires à Beselich, en Hesse, puis suit une formation commerciale, après quoi il entreprend un apprentissage de maçon. Soldat de la Luftwaffe tout au long de la Seconde Guerre mondiale, il est blessé en 1945, commence à travailler quelques mois plus tard dans le secteur du BTP.

### Engagement syndical
Il rejoint le syndicat IG Bau-Steine-Erden en 1947. Deux ans plus tard, il obtient un poste de secrétaire syndical à plein temps à Limburg an der Lahn, et devient rédacteur en chef de Der Grundstein, le journal du syndicat en 1952. Il est élu vice-président fédéral de l'IG Bau-Steine-Erden en 1955, et en prend la présidence en 1957, occupant ce poste pendant neuf ans.
Dans le milieu syndical, il appartenait à un courant plus à droite et s'opposait à Otto Brenner, leader de la gauche et membre d'IG Metall. IG Bau est l'un des premiers syndicats à renoncer à la mise en commun des moyens de production, à négocier avec le patronat la mise en place d'une caisse de sécurité sociale, et a développé un projet visant à la mise en œuvre de l'intéressement.
En 1984, il est nommé médiateur du conflit social relatif à l'instauration des trente-cinq heures dans l'industrie métallurgique. Le compromis dont il a assuré la négociation prévoit finalement une réduction flexible du temps de travail à trente-huit heures et demie.
Enfin, il participe en 1965 à la fondation de la banque Bank für Sparanlagen und Vermögensbildung AG, spécialement dédiée aux salariés.

### Vie privée
Fils de maçon, il épouse Erna-Maria Wilfing en 1948, avec qui il a un fils, Manfred. Sa femme est décédée en 1984. Il vit désormais à Schönau am Königssee, en Bavière, avec sa nouvelle épouse.
Il est, en outre, de religion catholique et siège au comité central des catholiques allemands (ZDK).

## Parcours politique
Il adhère au Parti social-démocrate d'Allemagne (SPD) en 1951. Membre de l'aile droite du parti, il appartient au groupe dit des Kanalarbeiter, qui rassemblait des députés fédéraux socialement conservateurs et économiquement libéraux. En 1957, il est élu député fédéral de Hesse au Bundestag dans la circonscription de Francfort I. Il entre quatre ans plus tard au comité directeur du groupe parlementaire, qu'il quitte en 1966.

### Ministre fédéral des Transports
Le 1er décembre 1966, Georg Leber est nommé ministre fédéral des Transports dans la grande coalition associant la CDU/CSU et le SPD sous la conduite de Kurt Georg Kiesinger. Il annonce alors ce qui devient le « plan Leber » : selon lui, aucun Allemand ne devait vivre à plus de vingt kilomètres d'une sortie d'autoroute. De ce fait, de nombreuses autoroutes sont construites dans les années 1970 sans pour autant arriver à une stricte application du « plan Leber ».

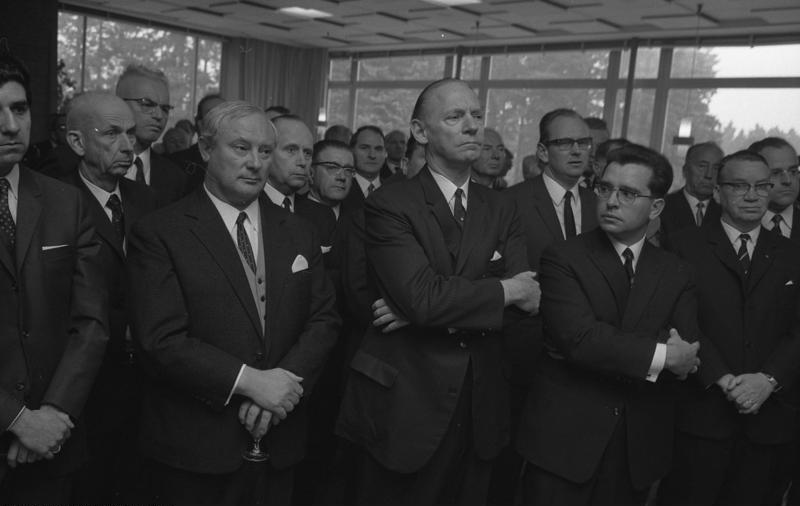
Georg Leber (2e à g.) lors d'une parade de la Bundeswehr, en 1969.

Il est reconduit le 22 octobre 1969 par Willy Brandt dans sa première coalition sociale-libérale, tout en voyant le ministère fédéral des Transports fusionner avec le ministère fédéral des Postes et des Télécommunications. Il renonce à ce portefeuille le 7 juillet 1972 au profit du ministre fédéral du Logement, Lauritz Lauritzen.

### Ministre fédéral de la Défense
Il devient le même jour ministre fédéral de la Défense en remplacement d'Helmut Schmidt. Du fait de sa grande popularité et son affabilité avec le personnel de la Bundeswehr, il gagne à ce poste le surnom de « père des soldats ».
Le 11 septembre 1972, il doit choisir s'il donne ou non l'ordre d'abattre un avion qui s'apprête à survoler le stade olympique de Munich, où doit avoir lieu la cérémonie de clôture des jeux olympiques, quelques jours après la prise en otages des athlètes israéliens. Il prend finalement la décision de ne pas abattre l'appareil, un choix judicieux puisqu'il s'agissait en réalité d'un avion finlandais avec une centaine de passagers à bord.
Conformément à une décision antérieure de la commission de la Défense du Bundestag, et suivant en cela les projets de son prédécesseur, il ordonne en juillet 1973 l'ouverture, à Hambourg et Munich, des universités de la Bundeswehr, qui commencent à enseigner en octobre suivant. Pour la première fois, les officiers se voient offrir la possibilité de suivre un enseignement scientifique au cours de leur formation militaire. Au cours d'une déclaration de politique générale devant le Bundestag un mois plus tard, il annonce la création de trois nouvelles brigades pour l'armée de terre. En 1975, il signe l'acte de nomination des cinq premières femmes officiers du service de santé de l'armée fédérale.
Il décide, en octobre 1976, la mise à la retraite de Walter Krupinski et Karl Heinz Franke, généraux de la Luftwaffe, pour avoir invité l'ancien pilote nazi Hans-Ulrich Rudel à une réunion d'anciens combattants. Une motion du groupe CDU/CSU au Bundestag désapprouvant le choix du ministre est rejetée par les députés, par 243 voix contre 220.

### Démission du gouvernement
Georg Leber démissionne du gouvernement fédéral le 16 février 1978, contre l'avis du chancelier Helmut Schmidt, assumant la responsabilité politique des actions illégales du bureau pour le contre-espionnage militaire (MAD). Dépendant de la Bundeswehr, ce service avait en effet placé des micros au domicile de la secrétaire du ministre, soupçonnée d'espionnage au profit de la Stasi, et ce sans aucune autorisation judiciaire. Il avait en outre dissimulé une action similaire envers la Ligue communiste de l'Allemagne de l'Ouest (KBW).

### Fin de carrière
Il conserve toutefois son mandat de député fédéral, et occupe un poste de vice-président du Bundestag à partir du 12 septembre 1979, en remplacement de Hermann Schmitt-Vockenhausen, décédé. Reconduit en 1980, il quitte la vie politique à l'occasion des élections fédérales anticipées de 1983.
Il meurt le 21 août 2012, à l'âge de 91 ans.